# Kærlighed ved Hoffet
Kærlighed ved Hoffet er en dansk stum melodramafilm fra 1912 produceret af Filmfabrikken Skandinavien og  instrueret af Søren Nielsen og Jørgen Lund.
Filmen havde dansk premiere den 16. oktober 1912 i Kæmpebiografen.
Mange scener blev filmet foran Frederiksberg Slot, og mere end én gang kunne man tydeligt se en cykel stå parkeret op ad slotsmuren (filmen foregår omkring 1770). Det vakte stor munterhed ved premieren, ikke mindst blandt de medvirkende skuespillere, der hylede af grin. Direktøren for Filmfabrikken Skandinavien, og med-instruktør på filmen, Søren Nielsen, blev så rasende, at han fyrede alle skuespillerne. Det var kun på grund af Jørgen Lunds indsats, at producenten Ernst Hugo Wegener fik lov til at fortsætte hos Søren Nielsen.

## Handling
Dramaet om den tyske læge Johann Friedrich Struensee, som skulle blive Christian 7.'s geheimekabinetsminister, og kongens hustru Caroline Mathilde, med hvem han indledte en amourøs affære, som kom til at koste ham livet.

## Medvirkende
- Edvard Jacobsen som Struensee
- Sigrid Creutz Hindborg som Caroline Mathilde
- Elith Petersen - Kong Christian 7.
- Charles Løwaas
- Alfred Kjøge